# 표준어
표준어(표준말, 標準語, 영어: standard language, standard dialect)는 한 나라에서 언어의 통일을 위해 공용어로 사용하는 규범 또는 표준으로서의 언어이다. 어떠한 언어의 공식적인 방언을 의미한다. 대개 그 나라의 수도에서 쓰는 말이다.

## 같이 보기
- 대한민국 표준어 - 대한민국의 표준어 - 표준어는 교양 있는 사람들이 두루 쓰는 현대 서울말로 정함을 원칙으로 한다.
- 문화어 - 조선민주주의인민공화국의 표준어
- 공용어, 국가언어
- 국립국어원
- 맞춤법
- 한글 맞춤법
  - 띄어쓰기
  - 문장부호
- 표준어 규정
  - 표준어 사정 원칙
  - 표준 발음법
- 외래어 표기법
- 로마자 표기법
- 한국어의 로마자 표기법